# Euodice malabarica
Euodice malabarica là một loài chim trong họ Estrildidae.

## Hình ảnh

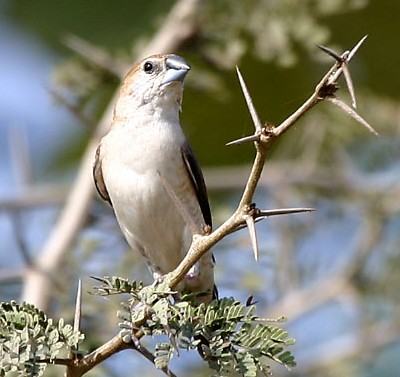
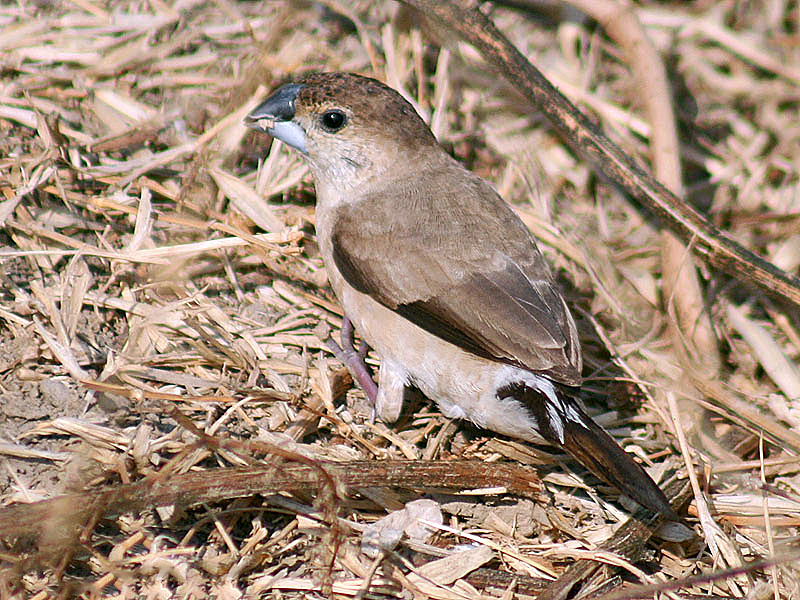
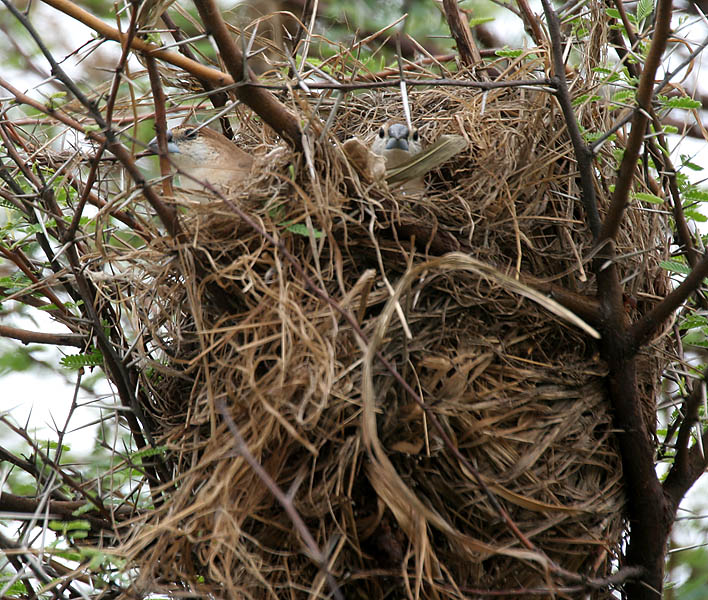
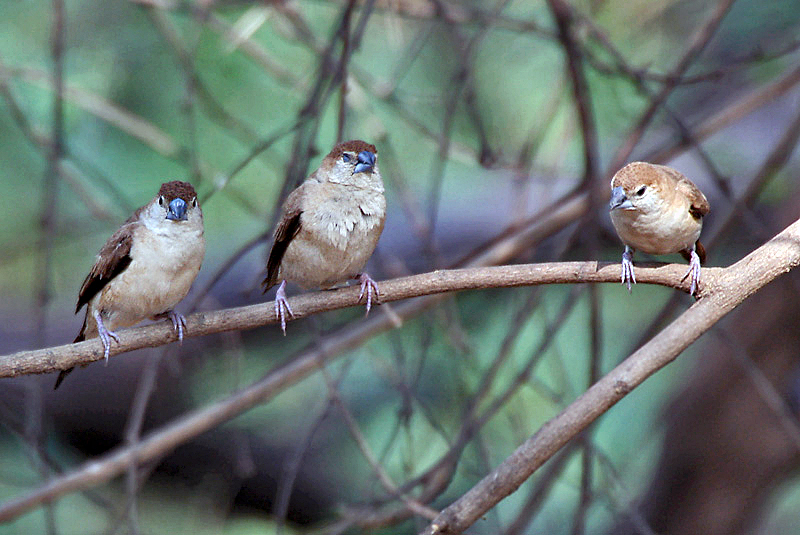
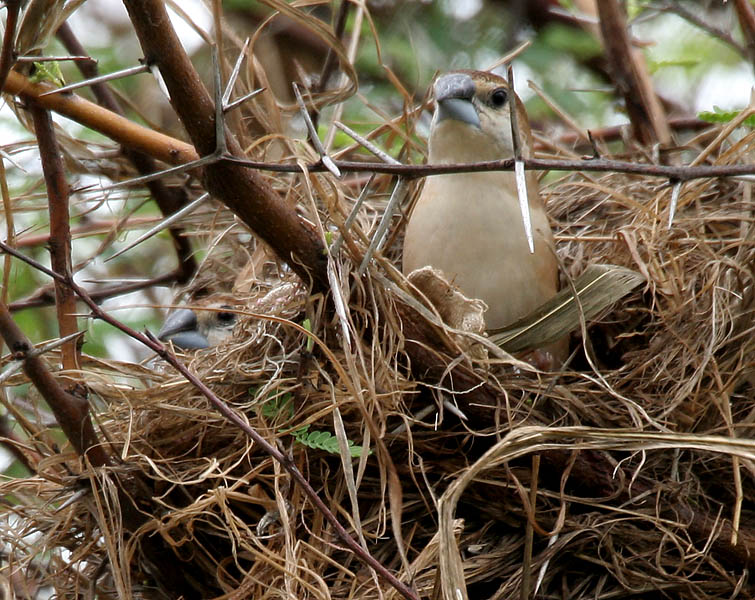